# لا بلزا (سانتاندر)
لا بلزا (انگلیسی: La Belleza, Santander) یکی از شهرهای کشور کلمبیا است.